# 山柰素
山柰素（也称为山柰酚-4'-甲醚，Kaempferol 4′-methyl ether，化学名：3,5,7-三羟基-4'-甲氧基黄酮，3,5,7-Trihydroxy-4'-methoxyflavone）是一种O-甲基化黄酮，分子式C16H12O6，存在于山柰（Kaempferia galanga）中，可通过阻断表皮生长因子受体（EGFR）相关信号通路来抑制胰臟癌的发展。